# Nikolai Pawlowitsch Chmeljow

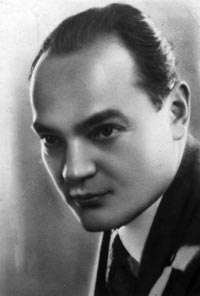
Nikolai Pawlowitsch Chmeljow

Nikolai Pawlowitsch Chmeljow (* 10. August 1901 in Sormowo, Gouvernement Nischnegorod, Russland; † 1. November 1945) war ein sowjetischer Schauspieler.
Chmeljow war in der ersten Hälfte des 20. Jahrhunderts einer der bekanntesten sowjetischen Schauspieler. Von 1937 bis 1944 leitete er als Direktor das Tschechow-Kunsttheater Moskau. Er war mit der Schauspielerin Ljalja Tschjornaja (alias Nadeshda Kiseljowa) verheiratet.
Chmeljow wurden die Titel Verdienter Künstler der RSFSR (18. Januar 1933) und Volkskünstler der UdSSR (28. April 1937) verliehen.

## Filme (Auswahl)
- 1927: Das Ende von Sankt Petersburg (Конец Санкт-Петербурга, Regie: Wsewolod Pudowkin)
- 1928: Salamandra (Саламандра, Regie: Grigori Roschal)
- 1937: Die Beshin-Wiese (Бежин луг, Regie: Sergei Eisenstein)